# MotoGP 20
MotoGP 20 è un videogioco del 2020 sviluppato dall'azienda italiana Milestone, basato sul Motomondiale 2020 di MotoGP ed è uscito il 23 aprile 2020 per PlayStation 4, Xbox One, Nintendo Switch, Microsoft Windows e, per la prima volta, Google Stadia. Il gioco, a differenza dei precedenti, è uscito poche settimane dopo l'inizio del Motomondiale 2020. La telecronaca italiana, come nel gioco precedente, è di Guido Meda

## Modalità di gioco
MotoGP 20 ha le modalità: Storica, Multigiocatore, Carriera, Modalità Veloci, Personalizzazione e Contenuti storici.
Le novità di questo gioco rispetto ai predecessori sono numerose.
L'AI neurale 2.0, ancora più efficiente nell'ambito della guida ma soprattutto in grado di gestire usura gomme e consumi serbatoio. La nuova AI Neurale porterà la sfida a un livello avanzato, per metterti alla prova fin oltre i tuoi limiti mentre la Carriera Manageriale ritorna all'interno della serie con grandissime novità. Avrà a disposizione un Entourage di professionisti tra i quali c'è il Personal Manager, il Chief Engineer e il Data Analyst, il loro ruolo sarà vitale per trovare ingaggi, ottenere dati in pista e sviluppare la moto.
In aggiunta è stata inserita la possibilità di sviluppare e potenziare la moto del giocatore in ogni aspetto come l'aerodinamica, l'elettronica, la potenza e il consumo del motore e il telaio. inoltre viene aumentata la gestione delle gomme, del carburante e dei freni, si può personalizzare la moto del giocatore e la tuta del pilota con nuove livree in perfetto stile MotoGP.
Altri miglioramenti sono stati apportati alla grafica, alla fisica, ai danni e all'intelligenza artificiale, che sono state migliorate.

### Contenuti aggiuntivi
Alcuni contenuti post Day 1 saranno aggiornati successivamente a causa dell’emergenza COVID-19 che ha generato dei posticipi al campionato ufficiale di MotoGP,  le previsioni sono le seguenti:
- Inizio di maggio: aggiornamento completo della stagione MotoGP 2020
- Fine maggio: aggiornamento completo della stagione Moto2 e Moto3 2020; aggiunta della Red Bull MotoGP Rookies Cup
- Fine di giugno: aggiunta classe MotoE

## Telecronisti
in italiano:  Guido Meda

## Accoglienza
Il gioco è stato ben accolto dai media, con punteggi che hanno raggiunto il 76%.